# Nikopolis ad Nestum
Nikopolis ad Nestum (bulgariska: Никополис ад Нестум) är en fornlämning i Bulgarien.   Den ligger i regionen Blagoevgrad, i den sydvästra delen av landet, 130 km söder om huvudstaden Sofia. Nikopolis ad Nestum ligger 589 meter över havet.
Terrängen runt Nikopolis ad Nestum är huvudsakligen kuperad, men söderut är den platt. Närmaste större samhälle är Gotse Deltjev, 7,8 km sydväst om Nikopolis ad Nestum.
Trakten runt Nikopolis ad Nestum består till största delen av jordbruksmark. Runt Nikopolis ad Nestum är det ganska glesbefolkat, med 35 invånare per kvadratkilometer.